# Centralne Muzeum Pożarnictwa w Mysłowicach
Centralne Muzeum Pożarnictwa – muzeum znajdujące się w Mysłowicach eksponujące dorobek i dziedzictwo polskiego pożarnictwa.
Muzeum zostało utworzone 14 września 1975 roku. Jego ekspozycja stała prezentuje zabytkowy sprzęt gaśniczy. Muzeum pierwotnie mieściło się w budynku byłego więzienia policyjnego przy ulicy Powstańców. W maju 1991 roku zostało przeniesione na ulicę Stadionową, gdzie wówczas otworzono pierwsze dwie nowe hale ekspozycyjne.